# Санкт-Штефан-ім-Розенталь
Санкт-Штефан-ім-Розенталь (нім. Sankt Stefan im Rosental) — ярмаркова комуна  (нім. Marktgemeinde)  в Австрії, у федеральній землі Штирія, приблизно за 27 км на південний схід від Граца і приблизно 14 км на захід від районного центру, міста Фельдбах.
Входить до складу округу Зюдостштайєрмарк. Населення становить 3,809 осіб (станом на 31 грудня 2013 року). Займає площу 39 км². Перша письмова згадка про місто Санкт-Штефан припадає на 1269 рік. З того часу розвивалися сільське господарство, лісове господарство та близько 80 підприємств.

## Герб
У срібному щиті під вузькою зеленю смугою п'ятилистяна, червона, із золотою серединою троянда.

## Додаткова література
- Fritz Posch: Geschichte des Marktes St. Stefan im Rosental. St. Stefan im Rosental 1954
- Festschrift 40 Jahre Marktgemeinde St. Stefan im Rosental. St. Stefan im Rosental 1994
- Norbert Allmer: St. Stefan im Rosental, Steiermark. = Christliche Kunststätten Österreichs 447, Salzburg 2006